# Candid Records
Candid Records est un label discographique américain de jazz, basé à New York, fondé en 1960 par Archie Bleyer.

## Histoire
Fondé en 1960 à New York, aux États-Unis, en tant que sous-label de Cadence Records, Candid Records ne dure que 8 mois dans cette première période mais réussit tout de même à créer une image de la scène new-yorkaise de l’époque à travers une trentaine d’albums, dont plusieurs sont aujourd’hui considérés comme des classiques du jazz. Le label reste aussi comme celui qui permit aux musiciens de faire passer leur message politique durant le mouvement des droits civiques aux États-Unis avec des œuvres comme le morceau Fables of Faubus de Charles Mingus sur l’album Charles Mingus Presents Charles Mingus ou surtout l’album de Max Roach We Insist! Max Roach’s Freedom Suite. Cette première période est également marquée par le travail de Frank Gauna qui réalise les photographies et les designs des pochettes d’albums pour le label et le travail de Nat Hentoff qui produit la plupart de ces albums,,.
Hentoff à propos de son travail de producteur pour le label : « Archie Bleyer me demanda de diriger Candid, et j’ai dit que je serais heureux de le faire à condition que je puisse faire ce que je voulais, sans m’inquiéter du résultat financier. Je lui ai dit dès le départ que ce que nous allions faire n’allait probablement pas rapporter beaucoup d’argent voire pas du tout. Peut-être y aurait-il un gain modeste avec le temps. Il était d’accord et n’est jamais intervenu. Je n’ai aucune idée de ce qu’il pensait de ce que nous faisions. […] Ma conception du travail de producteur était de choisir un musicien leader, puis c’est lui qui décidait du reste. Parfois je suggérais de faire un blues ou autre, mais sinon tout ce que je faisais c’était de noter les horaires, faire chercher les sandwiches et les bières, et c’est toujours le leader qui décidait de ce qui allait être publié. »
À la fin des années 1980, le catalogue du label est racheté par Alan Bates de la compagnie londonienne Black Lion et ressuscite donc le nom Candid, de nombreux enregistrements de la période new-yorkaise sont alors publiés pour la première fois après près de trente ans dans les archives. De nouveaux albums sont enregistrés dès 1989 et l’activité du label ne cesse pas produisant de nombreux artistes aussi bien aux États-Unis qu’en Angleterre.

## Discographie
- 9000 : Various Artists - Candid jazz
- 9001 : Otis Spann - Otis Spann is the blues
- 9002 : Max Roach - We Insist! - Freedom Now Suite
- 9003 : Richard Williams - New Horn in Town
- 9004 : Don Ellis - How Time Passes
- 9005 : Charles Mingus - Charles Mingus Presents Charles Mingus
- 9006 : Cecil Taylor - The world of Cecil Taylor
- 9007 : Steve Lacy - The straight horn of Steve Lacy
- 9008 : Nancy Harrow - Wild women don't have the blues
- 9009 : Clark Terry - Color changes
- 9010 : Lightnin' Hopkins - Lightnin' Hopkins in New York
- 9011 : Benny Bailey - Big Brass
- 9012 : Toshiko-Mariano Quartet
- 9013 : Cecil Taylor - Jumpin' Punkins (sûrement non publié à l'origine)
- 9014 : Booker Ervin - That's it !
- 9015 : Abbey Lincoln - Straight Ahead
- 9016 : Phil Woods - Rites of Swing
- 9017 : Cecil Taylor / Buell Neidlinger - New York City R&B (probably originally unissued)
- 9018 : Jaki Byard - Blues for Smoke (sûrement non publié à l'origine)
- 9019 : Various Artists - The Jazz Life with Charles Mingus, Eric Dolphy, Lucky Thompson, Booker Ervin, Max Roach, etc.
- 9020 : Pee Wee Russell / Coleman Hawkins - Jazz Reunion
- 9021 : Charles Mingus - Mingus!
- 9022 : Various artists - Newport Rebels avec Charles Mingus, Max Roach, Eric Dolphy, Jo Jones, Roy Eldridge
- 9023 : Memphis Slim - Memphis Slim's Tribute to Big Bill Broonzy avec Leroy Carr, Cow Cow Davenport, Curtis Jones, Jazz Gillum..
- 9024 : Memphis Slim - Memphis Slim USA
- 9025 : Otis Spann - Walking the Blues (sûrement non publié à l'origine)
- 9026 : Charles Mingus - Reincarnation of a Lovebird
- 9027 : Booker Little - Out Front (dernière sortie originale de Candid)
- 9028 : Ray Crawford - Smooth Groove
- 9029 : Cal Massey - Blues To Coltrane
- 9030 : Chamber Jazz Sextet - Plays Pal Joey
- 9031 : Marty Paich - Picasso of Big Band Jazz
- 9032 : Don Ellis - Out of nowhere
- 9033 : Eric Dolphy - Candid Dolphy
- 9034 : Cecil Taylor - Cell Walk for Celeste
- 9042 : Charles Mingus - Mysterious Blues
- 9046 : Cecil Taylor - Air